# Johann Philipp Greter

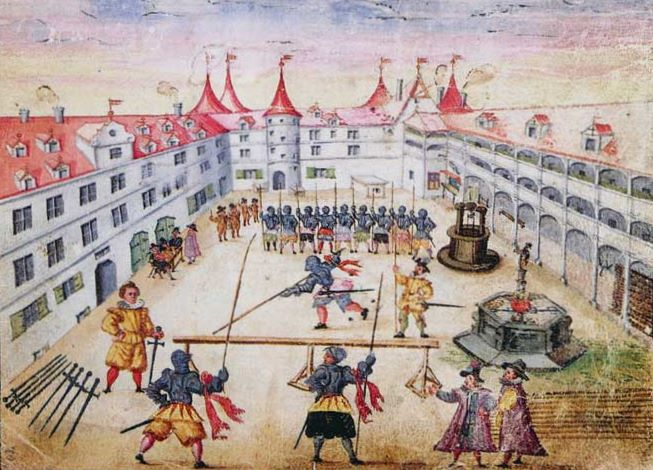
Fußturnier, 1602

Johann Philipp Greter oder Hans Philipp Greter (um 1600) war ein Tübinger Maler. Er porträtierte 1604 die Tübinger Professoren Sebastian Bloss, Johann Georg Hüngerlin, Johann Jacob Reinhard und Vitus Müller für die Tübinger Professorengalerie.

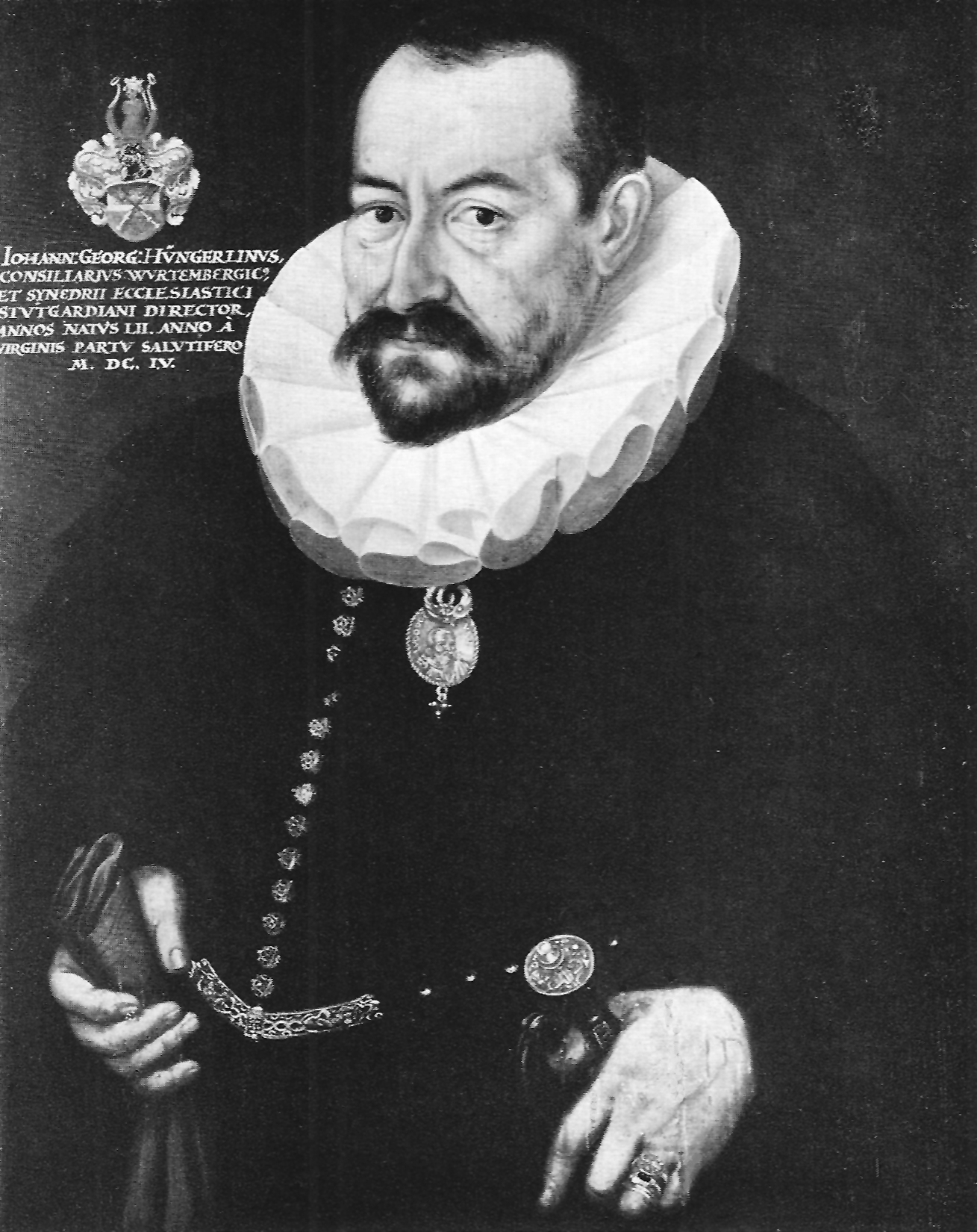
Johann Georg Hüngerlin, 1604
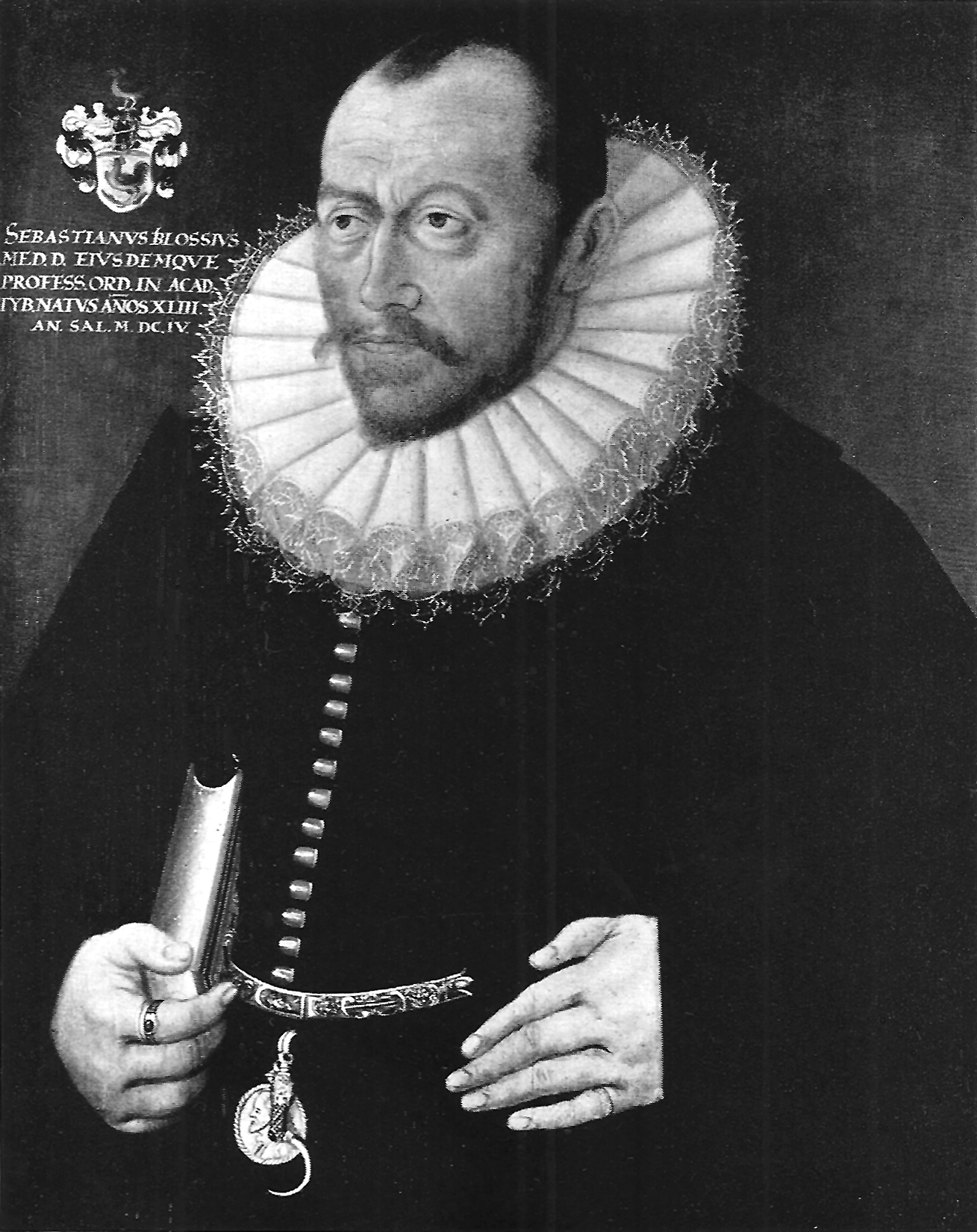
Sebastian Bloss, 1604
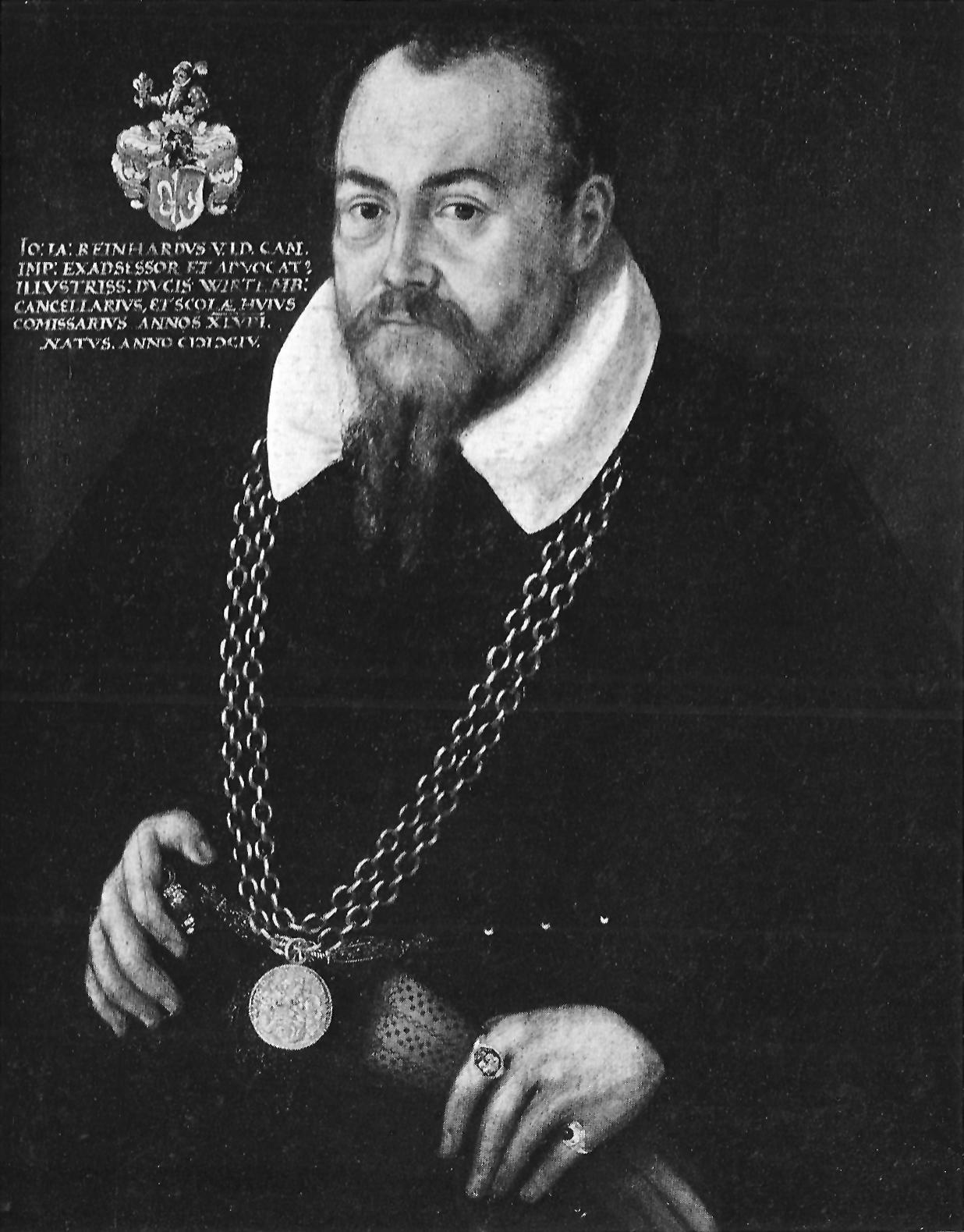
Johann Jacob Reinhard, 1604
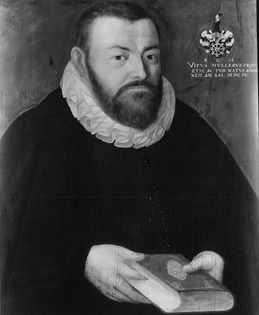
Vitus Müller, 1604

Laut einer Rechnung von 1609/10 erwarb das Land Württemberg neben anderen kunsthandwerklichen Erzeugnissen auch Wappen und Porträts von Johann Philipp Greter, möglicherweise für die Hochzeit des Herzogs Johann Friedrich mit Barbara Sophia, geb. Markgräfin von Brandenburg, sowie für die Heimführung von Prinzessin Eva Christina, verh. Markgräfin von Brandenburg-Jägerndorf.